# Хлебодаровка (Омская область)
Хлебода́ровка — село в Русско-Полянском районе Омской области России. Административный центр Хлебодаровского сельского поселения.

## География
Село находится юго-восточной части Омской области, в степной зоне, в пределах Ишимской равнины, вблизи государственной границы с Казахстаном, на расстоянии примерно 24 км (по прямой) к западу от посёлка городского типа Русская Поляна, административного центра района. Абсолютная высота — 132 м над уровнем моря.
Часовой пояс
Село Хлебодаровка, как и вся Омская область, находится в часовой зоне МСК+3. Смещение применяемого времени относительно UTC составляет +6:00.

## Население
| 2010 |
| ---- |
| 809  |

Половой состав
По данным Всероссийской переписи населения 2010 года в гендерной структуре населения мужчины составляли 48,1 %, женщины — соответственно 51,9 %.
Национальный состав
Согласно результатам переписи 2002 года, в национальной структуре населения русские составляли 55 % из 958 чел.

## Улицы
| - ул. 25-летия Совхоза, - ул. Абалыкуль, - ул. Комсомольская, - ул. Ленина, | - пер. Озёрный, - ул. Октябрьская, - ул. Первомайская, - ул. Садовая, | - ул. Степная, - ул. Целинная, - ул. Юбилейная, - ул. Ярового. |